# Eudonia colpota
Eudonia colpota là một loài bướm đêm trong họ Crambidae.